# Asparagus brachiatus
Asparagus brachiatus — вид рослин із родини холодкових (Asparagaceae).

## Біоморфологічна характеристика
Це стрункий прямовисний кущик до 50 см заввишки, розгалужений. Стебла круглі в перерівзі чи з неглибокими поздовжніми борознами, голі чи дрібно сосочкові. Листки лускоподібні, від яйцюватих до широко трикутних, ≈ 1–3 мм завдовжки. Кладодії в пучках по ≈ 3–5, м'ясисті, лінійні, прямі, ≈ 3–9 × 0.5 мм, короткогострі на верхівці, відсутні на квітучих гілках. Квітки поодинокі чи по 2–4 разом, пазушні та кінцеві, легко опадають; квітконіжки ≈ 2–3.5 мм завдовжки, зчленовані приблизно посередині. Листочки оцвітини білі з зеленуватою середньою жилкою, рівні, довгасті, 3–3.5 × 1.2–1.6 мм, тупі, цілі чи дрібнозубчасті на верхівці; тичинки трохи коротші від оцвітини, пиляки жовті.

## Середовище проживання
Ендемік Сомалі.
Діапазон висот: 100–380 метрів.